# Jindřich Valášek
Jindřich Valášek (27. června 1886, Libeň – 28. března 1956) byl český fotbalista, který hrál na pozici levého křídla.

## Fotbalová kariéra

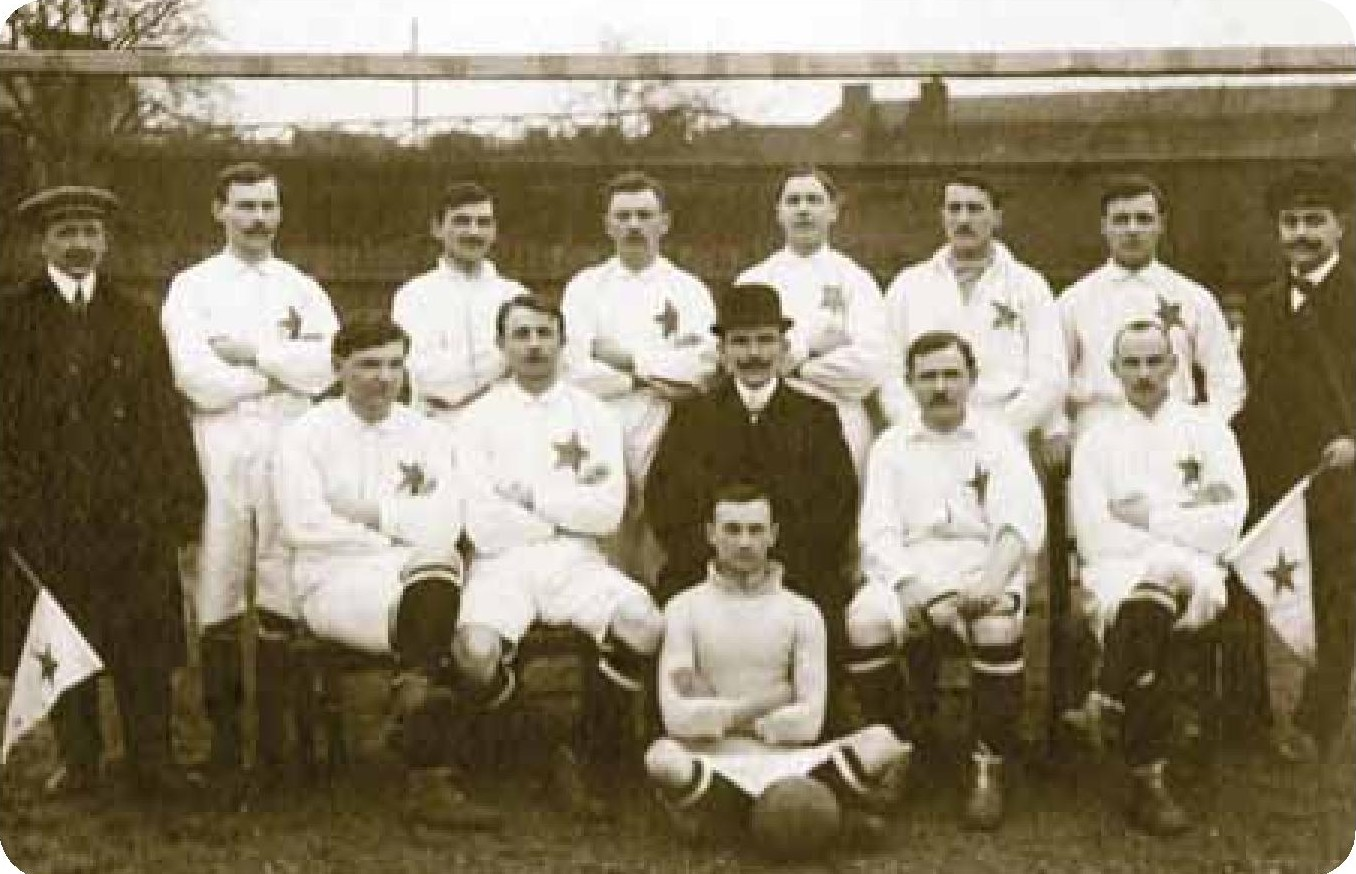
Mužstvo Meteor VIII na snímku z roku 1916: Jindřich Valášek sedí zcela vpravo

Hrál za Meteor VIII v předligové éře. Reprezentoval Čechy ve 2 utkáních a dal 1 gól. Byl autorem vůbec prvního českého gólu v prvním reprezentačním utkání s Uherskem 1. 4. 1906. V 63. minutě zápasu mu přihrávkou k tomuto úspěchu pomohl Antonín Šetela.